# PostAuto
PostAuto Schweiz AG er et schweizisk transportselskab ejet af Die Schweizerische Post. Den første postbus kørte i 1906 på distancen Bern-Detligen.
PostAuto dækker over 10.000 km fordelt på 798 linjer med 1995 køretøjer.
Selskabet har datterselskaberne Postauto, CarPostal France og Liechtenstein Bus Anstalt i henholdsvis Frankrig og Liechtenstein. I Liechtenstein har selskabet således varetaget den offentlige transport siden 2001.